# Зомбі-стриптизерки
«Зомбі-стриптизерки» (англ. Zombie Strippers!) — фільм є зомбі-комедією, написаною і знятою режисером Джеєм Лі в жанрі трешу. Фільм, заснований на постановці французького абсурдистського театру, вперше вийшов на екрани 18 квітня 2008 року.

## Сюжет
У найближчому майбутньому Джордж Буш буде вчетверте обраний президентом США. Головний суддя країни Джоанна Буш підтвердила, що вибори пройшли чесно. Першим законом, прийнятим після його обрання, стала повна заборона на публічне оголення.
У той час як американські війська продовжують ведення бойових дій по всьому світу, включаючи Ірак, Афганістан, Сирію, Іран, Ліван, Лівію, Пакистан, Венесуелу, Францію, Канаду та незалежну Аляску, уряд розпочинає секретну розробку в лабораторії в Небрасці. Ця розробка полягає у створенні вірусу, здатного відроджувати мертвих солдатів для повторного використання у боях. Створений зомбі-вірус є нестабільним і схильним до мутацій. Чоловіки, інфіковані цим вірусом, перетворюються на безмозких зомбі, які прагнуть лише з'їсти когось, тоді як жінки зберігають свої життєві цілі та здатність до мислення та мовлення. Вірус виходить з-під контролю, і для його ліквідації вирушає загін спецпідрозділу. Під час операції зомбі кусає одного з бійців-новачків, Берда Флю. Він, переляканий, тікає і ховається в підпільному нічному клубі "Ріно", власником якого є Ян Еско (Роберт Інглунд), де згодом помирає.
До клубу приходить нова стриптизерка, на ім'я Джессі (Дженніфер Холенд), яка має намір заробити кошти на операцію для своєї улюбленої бабусі. Вона ніколи раніше не танцювала оголеною, тому її знайомлять з головною зіркою клубу, стриптизеркою-інтелектуалкою Кет (Дженна Джеймсон). Коли Кет виходить на сцену, щоб продемонструвати танець, на неї нападає воскреслий Берд Флю, який перегризає їй горло. Власник клубу, шокований можливими збитками від смерті своєї кращої танцівниці, без роздумів відправляє її назад на сцену після її воскресіння.
Виявляється, Кет у вигляді зомбі танцює навіть краще, ніж коли була живою. Глядачі в повному захваті. Інші танцівниці помітили, що вони втрачають шанувальників, адже відвідувачі воліють дивитися на зомбі-Кет. Таким чином, одна за іншою, вони також перетворюються на зомбі, деякі аби конкурувати з Кет, інші — з чистої цікавості.
Ян настільки задоволений своїм постійним дедалі більший вищий прибутком, що не звертає уваги на такі огидні дрібниці, як зомбі-Стриптизерка, яка вбиває та пожирає клієнтів під час приватного танцю. Новостворені самці зомбі зачинені в спеціальній клітці в підвалі. Але вони стають вільними та починають пожирати все життя клубу. На тлі кривавої оргії головні зірки клубу влаштовують розбірки. У боротьбі за перевагу вони борються різними способами, в тому числі Кет викидає їх з піхви й кидає у своїх супротивників м'ячі для пінг-понгу і більярдні кулі.
Кількість живих у клубі швидко зменшується, але з'являється новий загін спецназу, який ліквідує всіх зомбі. Один з тих, що вижив, вчений з наукової лабораторії, розкриває бійцям, що це було планом уряду Буша. Він стверджує, що якщо вірус неможливо використати у військових цілях, то його слід використати для відволікання населення від військових дій та економічної ситуації в країні. Витік вірусу з лабораторії був заздалегідь спланований владою.

## В ролях
- Дженна Джеймсон — Кет.
- Роберт Інглунд — Ян
- Роксі Сейнт — Лілі
- Джої Медіна — Пако
- Шеймрон Мур — Джанін
- Пенні Дрейк — Сокс
- Дженніфер Голланд — Джессі
- Джон Гокс — Девіс
- Карміт Левіт — Мадам Блаватська
- Зак Кілберг — Берд Флю

## Критика
На сайті IMDB фільм отримав вкрай низький рейтинг — 4,1 бала.

## Нагороди
Golden Trailer Award :
- 2008: Номінація у категорії Треш-трейлер